# ANTLR
ANTLR（ANother Tool for Language Recognition）とは、LL(*)構文解析に基づくパーサジェネレータである（バージョン3.xはLL(*)、2.xまではLL(k)）。PCCTS（Purdue Compiler Construction Tool Set）の後継として1989年に開発され、現在も活発に開発が続いている。中心となっているのは、サンフランシスコ大学の Terence Parr 教授である。
ANTLR はLR法に基づいたパーサジェネレータと競合関係にあり、"ANT(i)-LR"（反LR）と読めるのも偶然ではない。
ANTLR はパーサだけでなくレキサーおよびツリーパーサも生成可能である。
文法の記述方法は、EBNFに似た形式となっている。
4.7 現在、ANTLR は Java、Python (2と3)、C#、JavaScript、Go、Swift、C++の構文解析器のコードを生成できる。ANTLR はBSDライセンスで提供されている。

## 理論的背景
理論的背景は、ANTLRのサイトにある論文 
- LL(*): The Foundation of the ANTLR Parser Generator
- ANTLR: A Predicated-LL(k) Parser Generator

などを参照されたい。

## 統合開発環境
IntelliJ IDEA、Eclipse、NetBeans、Microsoft Visual Studio 向けに ANTLR の文法をサポートするプラグインがいくつか存在する。商用製品の ANTLR Studio for Eclipse や ANTLR 4 IDE などがある。